# Heinrich Bolten-Baeckers
Heinrich Bolten-Baeckers, Heinrich Eduard Hermann Bolten (Chemnitz, 10 aprile 1871 – Dresda, 30 gennaio 1938), è stato un regista, produttore cinematografico e sceneggiatore tedesco che lavorò all'epoca del cinema muto.

## Filmografia

### Regista
- Der Hauptmann von Köpenick (1906)
- Matrosentanz (1909)
- Das große Los (1909)
- Das Liebesglück der Blinden, co-regia di Curt A. Stark (1911)
- Die Hand des Schicksals, co-regia di  Carl Wilhelm (1912)
- Das alte Lied (1915)
- Kulissenzauber, co-regia di Leo Peukert (1915)
- Seifenblasen (1916)
- Der Mut zur Sünde, co-regia di Robert Leffler (1918)
- Der Raub der Sabinerinnen (1919)
- Der lustige Witwer (1920)
- Der Herr Landrat, co-regia di Charles Decroix (1922)
- Das kommt vom Sekt (1922)
- Mein Leopold (1924)
- Der Herr ohne Wohnung (1925)
- Die zweite Mutter

### Sceneggiatore
- Der Herr ohne Wohnung, regia di Heinrich Bolten-Baeckers (1925)